# Эфра
О другом персонаже с тем же именем см. Эфра (океанида)
Эфра (др.-греч. Αἴθρα) — персонаж древнегреческой мифологии, дочь царя Трезена Питфея, мать Тесея (от Эгея или Посейдона). Враги Тесея, Диоскуры, захватили Эфру в плен и сделали рабыней. В Трое она была служанкой Елены, после взятия города ахейцами была освобождена внуками — Акамантом и Демофонтом.

## Биография
Эфра принадлежала к роду Пелопидов. Её отцом был Питфей, сын Пелопа, царь (а по одной из версий, и основатель) города Трезен в Арголиде. Соответственно двоюродными братьями Эфре приходились Атриды Агамемнон и Менелай, двоюродными племянниками — Аякс Теламонид и Геракл. Некоторые источники упоминают родную сестру Эфры — Гениоху, жену Канета и мать либо Скирона, либо Синида.
Согласно Павсанию, руку Эфры попросил коринфский герой Беллерофонт. Он получил согласие, но свадьба не состоялась, так как жениху пришлось бежать из родного города. Позже в Трезен заехал по пути домой царь Афин Эгей, который перед этим получил от пифии совет «не развязывать нижний конец бурдюка», пока он не вернётся в Аттику. Питфей понял тайный смысл этого предсказания, сулившего Эгею могучее потомство, и напоил гостя, а потом уложил его в постель со своей дочерью. В ту же ночь Эфра «сочеталась» с морским богом Посейдоном. По другой версии мифа, она ещё раньше узнала из посланного Афиной сна, что должна отправиться на остров Сферос и там совершить погребальные возлияния над могилой Сфайра (возничего Пелопа). Царевна выполнила повеление богини; на острове она и стала возлюбленной Посейдона. Позже Эфра построила на Сферосе храм Афины-Апатурии и дала острову новое название — Гиера («Священный»).
В любом случае спустя девять месяцев Эфра родила сына, Тесея, у которого было сразу два отца — земной и божественный. Последующие годы царевна провела в родном городе. Когда сыну исполнилось 16 лет, она рассказала Тесею, кто его отец, и показала ему камень, под которым Эгей спрятал свои меч и сандалии. Тесей отправился в Афины по суше, по дороге, полной опасностей. Эфра пыталась уговорить его выбрать морской путь, но безуспешно.
После гибели Эгея Тесей стал царём Афин. Много позже он похитил юную спартанскую царевну Елену и оставил её на попечении матери, которая тогда жила либо в Афинах, либо в селении Афидна в Аттике. Кастор и Полидевк освободили свою сестру Елену и вернули её земному отцу, царю Тиндарею, а Эфра как пленница стала служанкой в царском доме. Когда троянский царевич Парис похитил Елену, Эфра последовала за своей госпожой (по альтернативной версии, её захватил в плен Гектор во время набега на Трезен). Как служанка она упоминается в «Илиаде» Гомера; по одной из версий, она воспитывала в Трое своего правнука Муниха. Существует несколько версий освобождения Эфры. По одной, Эфру освободили её внуки, Демофонт и Акамант после взятия Трои. Согласно версии историка V века до н. э. Гелланика, Елена отпустила Эфру по требованию афинского царя Менесфея. Её отправили к внукам, которые приняли участие в войне ради освобождения бабки, во время осады Трои, а не после её захвата греками. Павсаний писал, что во время штурма Трои Эфра спряталась в лагере греков, где была узнана внуками. Верховный царь греков Агамемнон, несмотря на победу над Троей, посчитал необходимым взять согласие на освобождение женщины у её хозяйки Елены.
Псевдо-Гигин пишет, что Эфра покончила с собой «из-за смерти сыновей». По-видимому, имеются в виду её внуки.

## Память
Античный живописец Полигнот изобразил Эфру остриженной наголо на картине, которая во II веке н. э. хранилась в Дельфах. На ларце Кипсела Елена таскает Эфру за волосы. В источниках упоминаются и другие изображения трезенской царевны — с Посейдоном, с Тесеем, с внуками. Сохранилось произведение вазописи, на котором Акамант и Демофонт ведут только что освобождённую Эфру в ахейский лагерь.
Эфра появляется в трагедии Еврипида «Просительницы». Она стала героиней романов Мэри Рено «Царь должен умереть» и «Бык из моря», в её честь назван астероид (132) Эфра, открытый в 1873 году.